# 내적 재구
내적 재구(內的再構, 영어: internal reconstruction)는 역사-비교언어학에서, 어느 한 언어의 특정한 시기의 공시적 자료를 이용하여 그 언어의 역사를 추정하는 연구 방법론이다.

## 개요
내적 재구는 친족 관계가 있는 다른 언어가 없거나 알려지지 않아 비교 재구를 할 수 없는 경우, 조어에서 그 언어까지의 상세한 언어 변화 과정을 재구하려는 경우, 조어의 선사를 재구하려는 경우 등에 사용된다.
내적 재구는 언어의 역사에서 일어난 변화들이 흔적을 남긴다는 사실에 기반하고 있다. 이러한 흔적을 찾아 언어의 변화 과정을 복원하고 그 변화가 일어나기 전의 원형을 재구할 수 있다. 이러한 연구에 가장 적합한 것의 하나가 공시적으로 나타나는 형태음운적 교체형이다. 형태론적으로는 동일한 요소이면서 형태음운론적으로는 다른 형태로 교체되는 경우, 내적 재구를 위한 주요 자료가 된다.
비교 재구로는 설명할 수 없는 문제가 내적 재구를 통해 해명되는 경우가 있다. 반면에 내적 재구는 조어를 계통적으로 재구하는 데 쓰일 수 없다.

## 역사언어학에서
내적 재구는 동계통(같은 어족이나 어파)라는 증명이 아직 되어 있지 않은 두 언어를 비교할 때 아주 중요한 과정이 된다. 상술되었듯, 더 오래된 꼴의 재구는 형태음운론적 교체형을 통해 유추될 수 있다.
다음 라틴어 명사의 단수 주격과 소유격을 비교해 보자.
| (주격) urp-s | (소유격) urb-is ‘市’ |
| (주격) rēk-s | (소유격) rēg-is ‘왕’ |

어근의 마지막 자음에서 /p/-/b/, /k/-/g/가 교체되고 있다. 즉, 유성정지음과 무성정지음 사이의 교체가 일어나고 있다. 이러한 교체는 두 가지 방식으로 설명될 수 있다.
첫째, 원래 유성정지음이었고 주격에서 뒤따르는 -s에 동화되어 무성음으로 바뀌었다고 추정하는 것이다.
| (주격) *urb-s (>urp-s) | (소유격) *urb-is |
| (주격) *rēg-s (>rēk-s) | (소유격) rēg-is  |

둘째, 원래 무성정지음이었고 생격에서 뒤따르는 -i에 의해 유성음으로 바뀌었다고 추정하는 것이다.
| (주격) *urp-s | (소유격) *urp-is (>urb-is) |
| (주격) *rēk-s | (소유격) rēk-is (>rēg-is)  |

두 가지 추정 중 어느 것을 옳은지는 그 언어에서 일어나는 다른 음운 현상을 살펴 보아 결정하여야 한다. 라틴어에서는 다음과 같은 형태들이 존재한다.
| (주격) strip-s | (소유격) strip-is |
| (주격) wōk-s   | (소유격) wōk-is   |

즉, 무성음 뒤에 -i가 후행하지만 유성음으로 변하지 않는 경우가 존재하는 것이다. 위의 추정 중 두 번째 입장을 취하게 되면 유성음화가 어떤 경우에는 일어나고 어떤 경우에는 일어나지 않는 이유를 설명할 수 없게 된다. 따라서 첫 번째 추정을 옳은 것으로 취하게 된다.

## 방언학에서
방언에 적용가능한 역사언어학적 재구 방법은 세 가지 있다.  비교언어학과 방언지리학과 내적 재구이다. 「내적 재구」라는 방법은 한 체계 내의 형태음운론적 변화를 실마리로 옛 음운상황을 재구하는 방법이다. 비교언어학의 진가는 문헌으로 남아 있지 않은 시기에 대한 언어상황의 추정에 있다. 더욱이 비교 재구를 통해 내적 재구나 언어지리학과 더불어 변화의 상대년대에 대한 추정이 이주어질 수 있다.

## 참고 문헌
- T. Givón, Internal reconstruction: As method, as theory, Typological Studies in Language (2000).
- J. Kuryłowicz,  On the Methods of Internal Reconstruction, Proceedings of the Ninth International Congress of Linguists (1964).
- Anthony Fox, Linguistic Reconstruction: An Introduction to Theory and Method, Oxford University Press (1995)
- Lyle Campbell ,Historical Linguistics, MIT Press.2004
- 吉田和彦 『言葉を復元する』 三省堂 1996예 ISBN 4-385-35714-5

## 같이 보기
- 비교언어학
- 역사언어학
- 비교 재구